# بروجكت جاستس
بروجكت جاستس (باليابانية: 燃えろ!ジャスティス学園) ، تسمى في النسخة الأمريكية بروجكت جاستس أي مشروع العدل (بالإنجليزية: Project Justice)‏ ، وتسمى في النسخ الأخرى في أستراليا وأوروبا بروجكت جاستس: ريفال سكولز 2 (Project Justice: Rival Schools 2) ، هي لعبة فيديو إلكترونية من نوع قتال وهي لعبة ثلاثية الأبعاد، أنتجها شركة كابكوم اليابانية سنة 2000م في اليابان وسنة 2001م في أوروبا وأستراليا وقارة أمريكا الشمالية ، تعمل لنظامي دريم كاست وبلاي ستيشن.

## مصدر
1. ↑  ドリームキャスト - 燃えろ! ジャスティス学園. Weekly Famitsu. No.915 Pt.2. Pg.44. 30 June 2006.

## وصلات خارجية
- Official site باليابانية
- بروجكت جاستس على موقع القائمة القاتلة لألعاب الفيديو